# Kiyoshi Katsuki
Kiyoshi Katsuki (香月 清司, Katsuki Kiyoshi) (6 octobre 1881 - 29 janvier 1950) est un général de l'armée impériale japonaise durant la seconde guerre sino-japonaise.

## Biographie
Né dans la préfecture de Saga, Katsuki sort diplômé de la 14e promotion de l'académie de l'armée impériale japonaise en 1902 puis de la 24e promotion de l'école militaire impériale du Japon en 1912. Promu colonel dans l'infanterie en 1923, il devient commandant du 60e régiment d'infanterie l'année suivante et commandant du 8e régiment d'infanterie en 1925. En 1929, Katsuki est promu général de brigade et reçoit le commandement de la 30e brigade d'infanterie. 
Promu général de division en 1933, il sert comme vice-commandant de l'école militaire impériale jusqu'en 1935. Katsuki est commandant de la 12e division de 1935 à 1936 puis de la division de la garde impériale de 1936 à 1937.
Début 1937, il devient vice-inspecteur général de l'entraînement militaire jusqu'au 12 juillet 1937 quand il est appelé pour remplacer le lieutenant-général Kanichirō Tashiro, le commandant de l'armée japonaise de garnison de Chine, qui est soudainement mort quelques jours après l'incident du pont Marco Polo.
En tant que commandant de la 1re armée à partir du 26 août 1937, Katsuki dirige les premiers combats en Chine du nord de la seconde guerre sino-japonaise, dont l'opération de la voie ferrée Pékin-Hankou. Il reste commandant de la 1re armée jusqu'au 30 mai 1938 quand il est rappelé à l'État-major de l'armée impériale japonaise à Tokyo. Il se retire du service militaire actif deux mois plus tard.